# Sociedad de las Familias
La Sociedad de las Familias fue una organización de células revolucionarias republicanas formadas por un máximo de cinco personas que conspiró en Francia durante la década de 1830. Uno de sus principales dirigentes fue el socialista Louis Auguste Blanqui, que era partidario de crear una élite revolucionaria capaz de encauzar las iras del pueblo.